# Bernard Grzywacz
Bernard Grzywacz ps. "Marek", "Rumak", "Szczerbiec" (ur. 15 listopada 1911 w Zalesiu k. Tucholi, zm. 27 stycznia 1993 we Wrocławiu) – porucznik Armii Krajowej, komendant Okręgu Narodowej Organizacji Wojskowej we Lwowie, więzień syberyjskich łagrów.
Syn Józefa i Franciszki zd. Łęgowskiej. W 1932 r. zdał maturę w Gimnazjum Humanistycznym w Tczewie. Odbył roczną służbę wojskową w Szkole Podchorążych Rezerwy Piechoty w Zambrowie, otrzymując stopień podporucznika. Od 1934 r. studiował na Wydziale Mechanicznym Politechniki Warszawskiej (sekcja uzbrojenia). Należał do Związku Akademickiego Młodzież Wszechpolska. We wrześniu 1939 r. na wieść o wybuchu wojny powrócił do Polski z Lyonu, gdzie odbywał praktykę. Wstąpił do Związku Jaszczurczego, a w 1941 r. do Narodowej Organizacji Wojskowej. Był oficerem ds. uzbrojenia Okręgu Lublin, a następnie kierownikiem łączności w Komendzie Głównej NOW w Warszawie. W sierpniu 1943 r. wysłany do Lwowa, gdzie został zastępcą komendanta tamtejszego Okręgu, a po aresztowaniu kpt. Adama Mireckiego komendantem. Po scaleniu z AK był oficerem ds. oddziałów partyzanckich w Okręgu Lwów. Organizował w rejonie Żółkwi samoobronę przez atakami nacjonalistów ukraińskich z OUN-UPA. Po wkroczeniu Sowietów i rozwiązaniu AK wstąpił do organizacji podziemnej NIE, obejmując funkcję kierownika referatu organizacyjnego w Okręgu Lwów NIE. 3 marca 1945 r. aresztowany przez kontrwywiad radziecki "Smiersz" i osadzony w więzieniu we Lwowie. Ok. 25 maja tegoż roku zawieziony na “Proces Szesnastu”. Przebywał w więzieniach na Łubiance i Butyrkach, ale do rozprawy nie został dołączony. W połowie 1945 r. przewieziony z powrotem do więzienia we Lwowie, gdzie 15 września 1945 r. radziecki Trybunał Wojenny skazał go na karę śmierci, którą zamieniono na 20 lat pracy katorżniczej. Od lutego 1946 r. więziony był w łagrze w Workucie. Do Polski powrócił 21 czerwca 1957 r. Obronił pracę magisterską na Politechnice Warszawskiej. Pracował jako inżynier m.in. w Katowickim Zjednoczeniu Przemysłu Węglowego, Kopalni Węgla Kamiennego „Staszic”, Kopalni Węgla Brunatnego w Koninie oraz jako główny specjalista maszyn podstawowych w Zjednoczeniu Węgla Brunatnego we Wrocławiu. Odznaczony Krzyżem Kawalerskim Orderu Odrodzenia Polski i Krzyżem Partyzanckim. Pochowany na Cmentarzu Grabiszyńskim we Wrocławiu.
Swoje wspomnienia z uwiezienia w łagrach opisał w książce Krąg Workuty, wydanej przez Ośrodek Karta.